# Бронторніс
Бронторніс (Brontornis burmeisteri) — вид вимерлих велетенських нелітаючих птахів родини фороракосових (Phorusrhacidae). Бронторніс — найважчий з фороракосових, жив у неогені у Південній Америці. Вперше описаний в XIX столітті. Це був хижий птах що харчувався м'ясом або падаллю. Розмір до трьох метрів заввишки, вага 190—210 кг. Цей гігант вимер 15 млн років тому, задовго до появи людини.

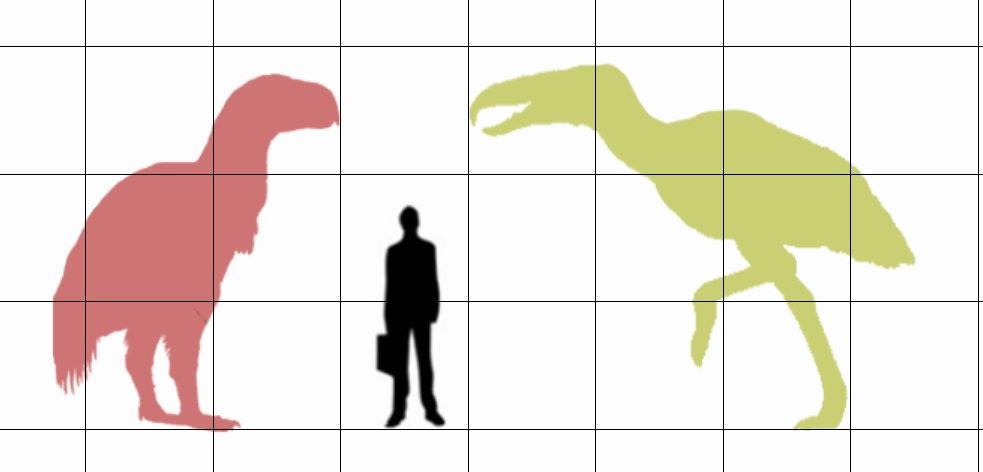
Порівняння розмірів Brontornis (червоний), Kelenken (жовтий) і людини

У бронторніса був гострий, велетенський дзьоб і великі сильні ноги, озброєні кігтями. Спочатку птах знаходив свою жертву, потім стрибав на неї. Якщо жертві вдавалося піднятися і втекти, то бронторніс переслідував її і бив сильними ногами. Жертва падала, а потім її добивали великим дзьобом. Зазвичай бронторніс полював на великих рептилій, літоптерн або гризунів, але харчувався і падаллю. Його сильні
ноги на кінці яких гострі кігті, служили гарного зброєю. Ноги були довгі, як у журавля, тому він дуже швидко бігав. Розмір дзьоба сягав 50 см завдовжки і був смертельною зброєю, якою бронторніс вбивав жертв.